# Htin Kyaw
Htin Kyaw (Birmanês: ထင်ကျော် [tʰɪ̀ɴ tɕɔ̀]; 20 de julho de 1946) é um político e acadêmico birmanês que foi Presidente de Myanmar entre 2016 e 2018. Ele é o primeiro civil eleito a ocupar o cargo desde o golpe de Estado em 1962. Htin Kyaw nasceu em Yangon e, depois de se formar na Universidade de Yangon em 1968 e na Universidade de Londres em 1975, atuou em vários cargos na educação e na tesouraria de ministérios.
Ele foi empossado como presidente em 30 de março de 2016, sucedendo Thein Sein, mas é visto como um "fantoche" da líder da Liga Nacional pela Democracia, a Conselheira de Estado Aung San Suu Kyi, que está constitucionalmente impedida de assumir o cargo.

## Presidência
Em 10 de março de 2016, foi indicado pela LND como um dos Vice-Presidentes de Myanmar para a Casa dos Representantes (câmara baixa) e, em 11 de março de 2016, 274 membros do parlamento do total de 317 o elegeram para o cargo. Em 15 de Março de 2016, 360 membros da Assembleia da União, composta por 652 membros, o elegeram como Presidente, à frente de Myint Swe e Henry Van Tio, colega de partido.
Em 17 de março de 2016, Htin Kyaw propôs a formação de 21 de ministérios com 18 ministros a serem indicados e, em 21 de março, fez seu primeiro discurso na Assembleia da União sobre a proposta. O parlamento aprovou o projeto logo em seguida.
Em 30 de março de 2016, Htin Kyaw foi empossado como Presidente de Mianmar. Apesar de ser um líder nominalmente independente, Aung San Suu Kyi disse que vai direcionar as ações do presidente e, através dele, conduzir o país. Visto que ela foi impedida constitucionalmente de se tornar presidente, Aung San Suu Kyi declarou publicamente, antes da posse de Htin Kyaw, que ela estaria "acima do presidente" e tomaria todas as decisões.
Apresentou a renuncia em 21 de março de 2018, alegando motivos de saúde.